# Vesle
Pour les articles homonymes, voir Vesle (homonymie).
La Vesle [vɛl] est une rivière française, affluent de rive gauche de l'Aisne. Elle traverse principalement le département de la Marne où elle prend naissance, mais termine son cours dans celui de l'Aisne, donc traverse les deux régions Grand Est et Hauts-de-France. C'est un sous-affluent de la Seine par l'Aisne puis par l'Oise.

## Hydronymie
Le nom de la rivière est attesté sous les formes Vindola ; Vitulena (IXe siècle) ; Vellula, Vehela (877) ; Vidula (922) ; Villula (1058) ; « Rivière de Veelle » (1363).
- Cet hydronyme proviendrait du gaulois Vidula (vidu- en gaulois signifie « bois ») qui signifierait « rivière de la forêt », car autrefois ce cours d'eau coulait dans de vastes régions boisées.
- Autre étymologie possible : vesula « bonne » forme diminutive de vesos « bon ».

## Géographie
De 139,4 km de longueur, la Vesle prend naissance sur le territoire de la commune de Somme-Vesle, à 153 mètres d'altitude située en Champagne crayeuse, à une quinzaine de kilomètres à l'est de Châlons-en-Champagne. Dès sa naissance, la rivière adopte la direction du nord-ouest, orientation qu'elle maintient globalement tout au long de son parcours de près de 140 kilomètres. Elle finit par se jeter dans l'Aisne entre Ciry-Salsogne et Condé-sur-Aisne, à l'altitude 43 mètres.
Elle baigne les villes de Reims, Fismes et Braine.
Dans le département de la Marne, la Vesle est longée par le canal de l'Aisne à la Marne, entre la localité de Sept-Saulx, au sud-est, et la ville de Reims, au nord-ouest.
Elle faisait mouvoir six moulins à blé dans le département de l’Aisne.
Deux ZNIEFF ou zone naturelle d'intérêt écologique, faunistique et floristique importantes ont été décrites le long de la Vesle. La première est dénommée Les grands Marais du Val de Vesle de Prunay à Courmelois et s'étend sur 400 hectares en amont de Reims ; la seconde beaucoup plus étendue porte le nom de Vallée de la Vesle de Livry-Louvercy à Courlandon, comporte 2 682 hectares et s'étend tant en amont qu'en aval de Reims, y compris des terrains de la ville elle-même.

### Communes traversées
La Vesle traverse ou longe d'amont en aval les cinquante communes suivantes :
- Département de la Marne : Somme-Vesle, Courtisols, L'Épine, Saint-Étienne-au-Temple, Dampierre-au-Temple, Saint-Hilaire-au-Temple, Vadenay, Bouy, Livry-Louvercy, Mourmelon-le-Petit, Sept-Saulx, Val-de-Vesle, Beaumont-sur-Vesle, Prunay, Verzenay, Sillery, Puisieulx, Taissy, Cormontreuil, Reims, Tinqueux, Saint-Brice-Courcelles, Champigny, Merfy, Thillois, Châlons-sur-Vesle, Trigny, Muizon, Prouilly, Jonchery-sur-Vesle, Vandeuil, Montigny-sur-Vesle, Breuil-sur-Vesle, Romain, Courlandon, Magneux, Baslieux-lès-Fismes et Fismes.
- Département de l'Aisne : Ville-Savoye, Saint-Thibaut, Bazoches-sur-Vesles, Mont-Notre-Dame, Paars, Quincy-sous-le-Mont, Courcelles-sur-Vesle, Limé, Braine, Augy, Vasseny, Chassemy, Ciry-Salsogne et Condé-sur-Aisne.

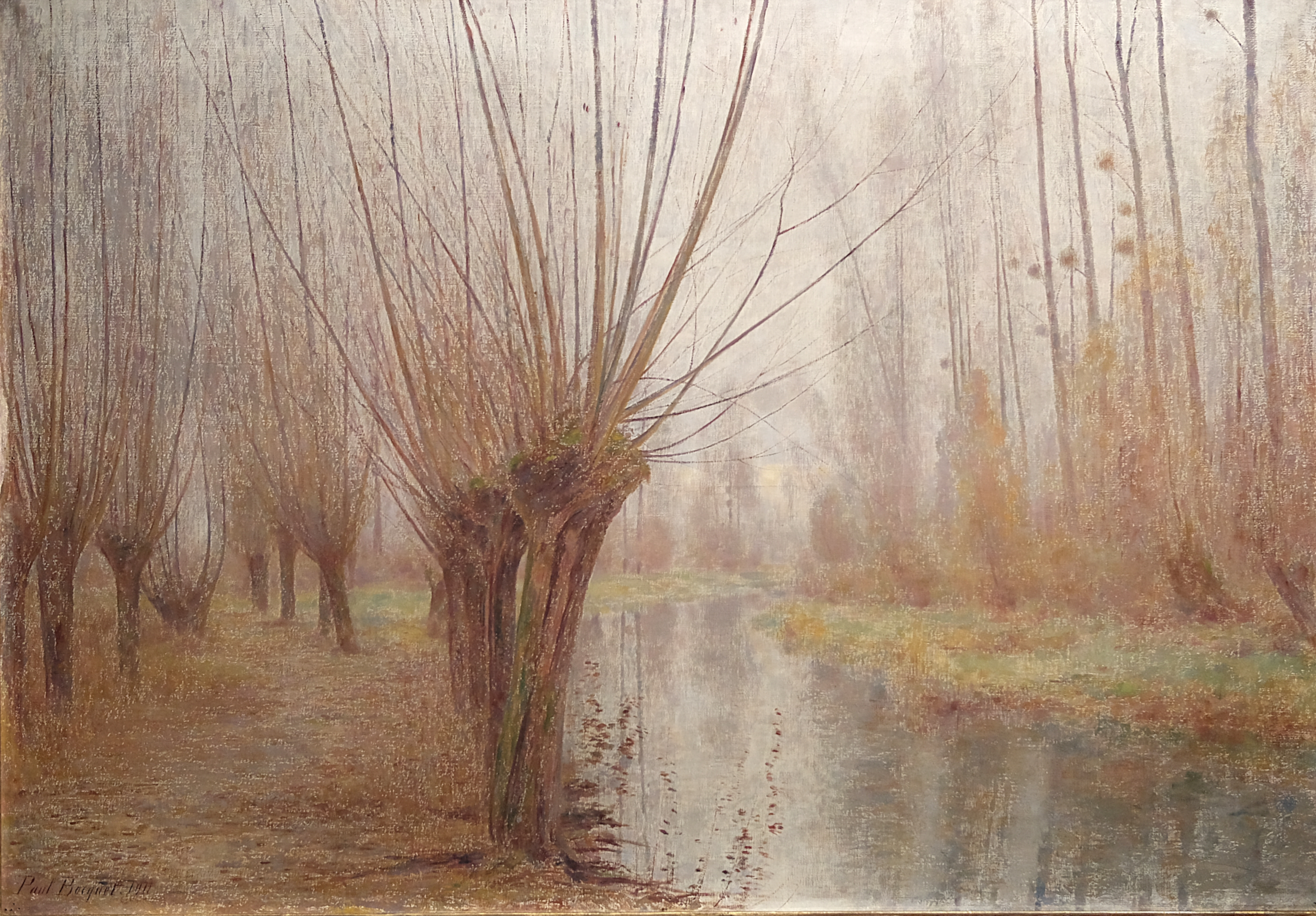
La Vesle en novembre à Jonchery-sur-Vesle de Paul Bocquet - Musée des Beaux-Arts de Reims.

### Organisme gestionnaire
L'organisme gestionnaire est le SIABAVE ou Syndicat mixte d'aménagement du bassin de la Vesle.

## Affluents
La Vesle a trente affluents référencés dont plusieurs bras :
- La Cassine, 4,2 km (rd[note 1]) sur les trois communes de Courtisols, Somme-Vesle et Tilloy-et-Bellay ;
- La Prosne, 13,3 km (rd) sur les deux communes de Prosnes et Val-de-Vesle ;
- la Noblette, 21,6 km conflue près de Vadenay en rive droite ;
- le Cheneu, 12,2 km conflue en rive droite à Mourmelon-le-Grand ;
- la Fosse, 1,6 km à Muizon en rive gauche ;
- la Muze, 17 km ;
- l'Ardre, 39,4 km est son principal affluent. Il conflue à Fismes, en rive gauche.

## Hydrologie
La Vesle est une rivière moyennement abondante, comme la plupart des cours d'eau issus de la partie crayeuse de la région de Champagne-Ardenne.

### La Vesle à Braine
Son débit a été observé sur une période de 47 ans (1967-2013), à Braine, localité du département de l'Aisne située peu avant son confluent avec l'Aisne . Le bassin versant de la rivière y est de 1 440 km2, soit la quasi-totalité de ce dernier 1 480 km2, et à 70 m d'altitude.
Le module de la rivière à Braine est de 7,52 m3/s.
La Vesle présente des fluctuations saisonnières de débit fort peu marquées, avec des hautes eaux d'hiver-printemps portant le débit mensuel moyen à un niveau situé entre 9,2 et 12,6 m3/s, de janvier à mai inclus (avec un maximum en mars), et des basses eaux de fin d'été-début d'automne, de début août à octobre inclus, avec une baisse du débit moyen mensuel jusqu'à 3,66 m3/s au mois de septembre, ce qui reste très appréciable.

### Étiage ou basses eaux
À l'étiage cependant, le VCN3 peut chuter jusque 2,1 m3/s, en cas de période quinquennale sèche, soit 2 100 litres par seconde, ce qui est loin d'être sévère.

### Crues

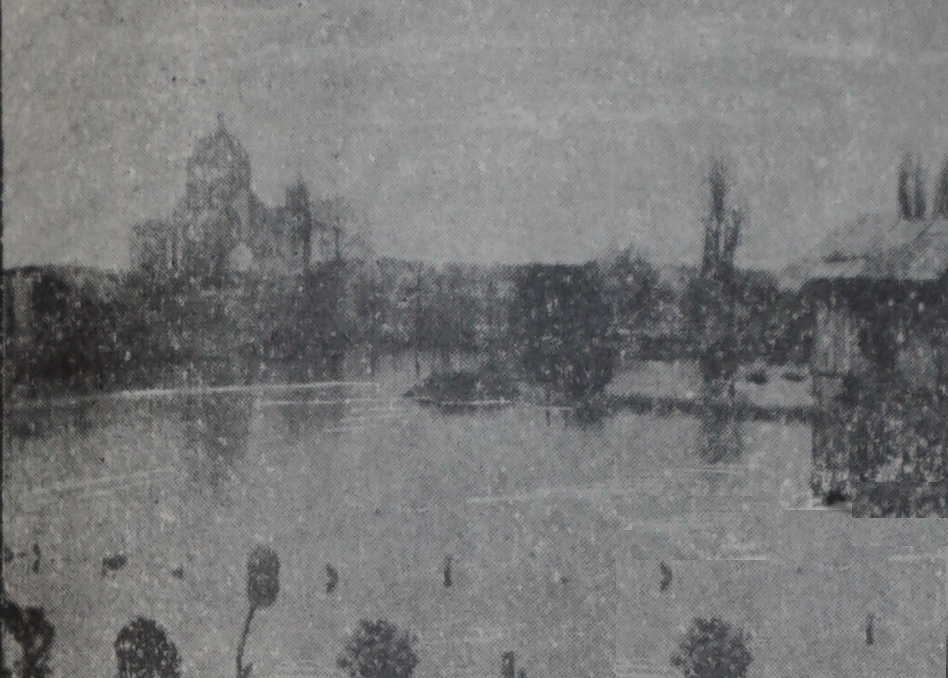
Crue de 1910 dans le quartier Sainte-Clothilde de Reims baignant la basilique éponyme.

Les crues sont fort peu importantes, caractéristique partagée par les rivières voisines. Les QIX 2 et QIX 5  valent respectivement 19 et 26 m3/s. Le QIX 10 est de 30 m3/s, le QIX 20 de 34 m3/s, le QIX 50 de 39 m3/s, tandis que le QIX 100 n'a pas été calculé, vu la période d'observation de 43 ans.
Ces débits de crue sont assez comparables à ceux de la Suippe, rivière voisine bénéficiant de conditions climatiques équivalentes, et de conditions pédologiques partiellement semblables. Une crue importante a eu lieu en mars 1910.
Le débit instantané maximal enregistré à Braine durant cette période, a été de 34,1 m3/s le 29 décembre 1999, et 38,6 m3/s le 23 mars 2001, tandis que la valeur journalière maximale était de 32 m3/s le 29 décembre 1999, et 37,4 m3/s le 24 mars 2010   En comparant la première de ces valeurs avec l'échelle des QIX de la rivière, on constate que cette crue était seulement d'ordre vicennal, et donc nullement exceptionnelle. La hauteur maximale instantanée a été de 234 cm, ou 2,34 m, le 23 mars 2001.

### Lame d'eau et débit spécifique
La Vesle n'est pas une rivière très abondante. La lame d'eau écoulée dans son bassin versant est de 165 millimètres annuellement, ce qui est fort inférieur à la moyenne d'ensemble de la France tous bassins confondus, et aussi à la moyenne des bassins de l'Aisne (260 millimètres/an), et de la Seine (plus ou moins 240 millimètres/an). Le débit spécifique de la rivière (ou Qsp) affiche de ce fait un chiffre faible de 5,2 litres par seconde et par kilomètre carré de bassin.

### Débits de la Vesle au long de son parcours
| Nom   | Localité                          | Débits en m3/s | Débits en m3/s | Débits en m3/s | Débits en m3/s | Débits en m3/s | Débits en m3/s | Débits en m3/s | Côte max(m) | Max. instant. | Max. journ. | Lame d'eau (mm) | Surface (km²) |
| Nom   | Localité                          | Module         | VCN3 (étiage)  | QIX 2          | QIX 5          | QIX 10         | QIX 20         | QIX 50         | Côte max(m) | Max. instant. | Max. journ. | Lame d'eau (mm) | Surface (km²) |
| ----- | --------------------------------- | -------------- | -------------- | -------------- | -------------- | -------------- | -------------- | -------------- | ----------- | ------------- | ----------- | --------------- | ------------- |
|       |                                   |                |                |                |                |                |                |                |             |               |             |                 |               |
| Vesle | Bouy                              | 1,51           | 0              | 3,1            | 4,5            | 5,4            | 6,3            | 7,5            | 1,77        | 7,45          | 8,3         | 166             | 286           |
| Vesle | Puisieulx Reims-amont             | 2,79           | 0              | 6,2            | 9,2            | 11             | 13             | 16             | 1,62        | 14,3          | 13,9        | 149             | 603           |
| Vesle | Saint-Brice-Courcelles Reims-aval | 3,20           | 0,110          | 18             | 24             | 29             | 33             | 39             | 2,41        | 31,5          | 18          | 132             | 762           |
| Vesle | Châlons-sur-Vesle                 | 4,43           | 0,730          | 13             | 17             | 20             | 22             | 25             | 1,49        | 19,8          | 18,3        | 169             | 828           |
| Ardre | Fismes                            | 1,56           | 0,280          | 9,1            | 14             | 17             | 21             | 25             | 3,02        | 28,6          | 22,5        | 166             | 297           |
| Vesle | Braine                            | 7,72           | 1,400          | 18             | 24             | 27             | 31             | -              | 1,89        | 34,1          | 32          | 169             | 1 440         |
|       |                                   |                |                |                |                |                |                |                |             |               |             |                 |               |

## Écologie - La flore et la faune
Elle traverse des parties marécageuses en partie protégées par le Réserve naturelle régionale du marais les trous de Leu à Taissy.

### Pollutions - Les eaux usées
La Vesle a été au cours de la seconde moitié du vingtième siècle, une rivière extrêmement polluée, du moins en aval de Reims, et les dégâts infligés à la faune piscicole ont été massifs. Cependant, la qualité biologique de la rivière s'améliore progressivement, à la suite d'intenses efforts.

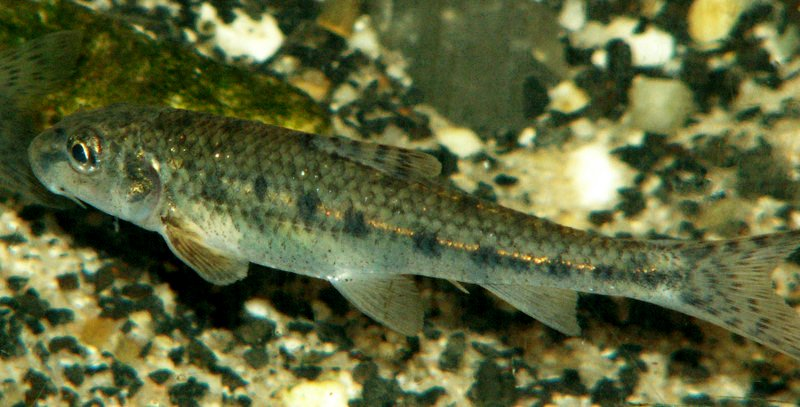
Les goujons eux aussi ont lentement repris possession de la Vesle.

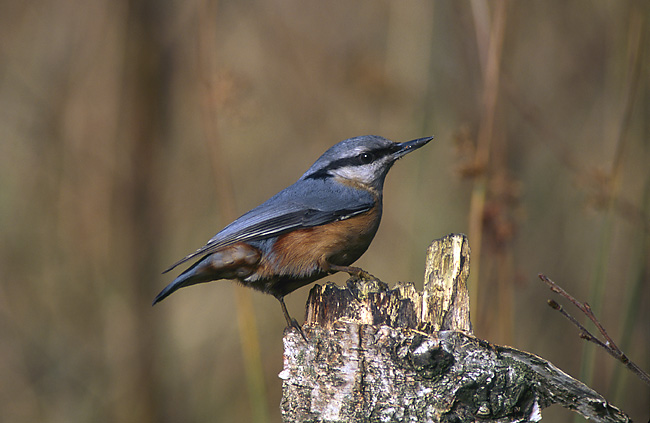
La sittelle torchepot ou sitta europaea fréquente les abords de la Vesle.

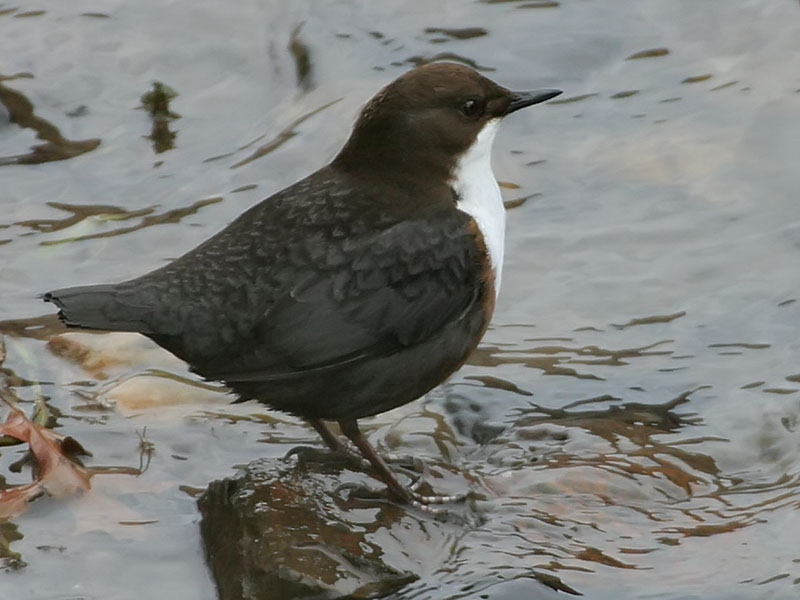
Le cincle plongeur est présent sur les rives de la Vesle, dans des endroits peu pollués.

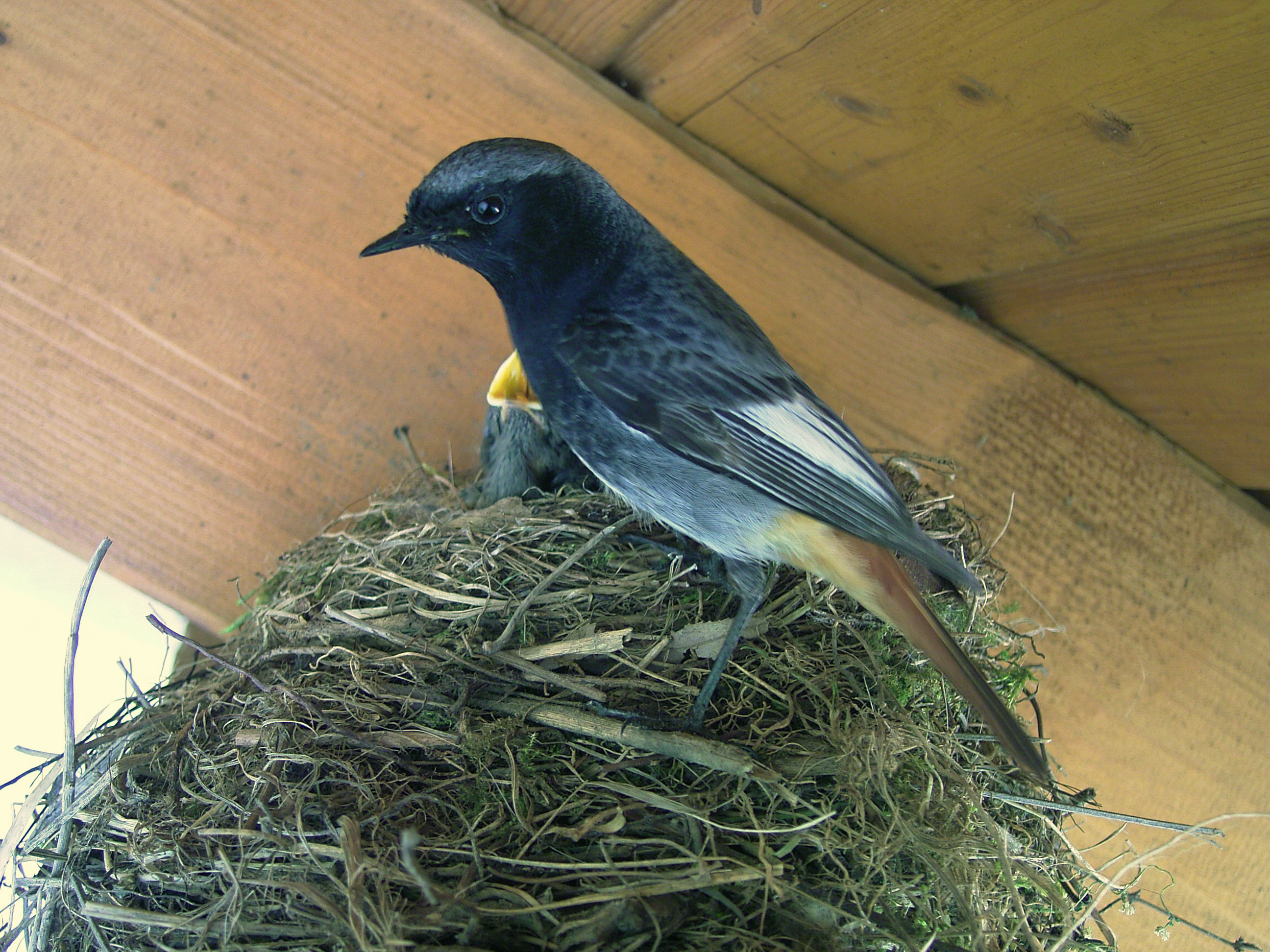
Un rouge-queue noir mâle.

Il faut savoir qu'à Reims, la première station d'épuration des eaux usées a été construite en 1963, sur le site des Eaux Vannes. Cette station a été remplacée en 1999 par une autre, toute nouvelle, répondant à des normes très strictes. Elle est devenue en avril 2000 une station certifiée ISO 9002. Il paraît clair que la situation des eaux de la Vesle en aval de la ville est appelée au moins à s'améliorer considérablement encore,.

### La flore
La flore de la Vesle est très diversifiée. Parfois la rivière est bordée de roselières, ailleurs de mares, de marécages et de tourbières, ou encore de pâtures, de prairies et de zones boisées. Les arbres les plus fréquents dans ces zones humides sont le saule blanc, le saule marsault, le saule à oreillettes, le bouleau verruqueux, le frêne commun, le peuplier tremble. On trouve également des phragmites ou roseaux, ou encore des laiches. Cette diversité dans la flore des rivages entraîne une grande diversité parmi les animaux fréquentant les berges.

### Les poissons - la pêche
Du point de vue piscicole, la Vesle est classée cours d'eau de première catégorie depuis sa source jusqu'à Prunay, localité située à 20 kilomètres en amont de Reims. Au-delà, elle est classée en deuxième catégorie. Dans la section de première catégorie, les zones de frai ont malheureusement disparu. L'ensemble de la rivière ne doit sa population piscicole qu'au réapprovisionnement effectué par des sociétés de pêche. Les principales espèces qu'on y trouve sont le brochet, la carpe, le chevesne, le gardon, le goujon, la perche, la tanche. Dans la partie supérieure de son cours (première catégorie), il y a des truites fario issues de l'élevage, et des sandres.
Dans la région dite des marais de la Vesle en amont de Reims, on trouve le chabot commun (Cottus gobio) ainsi que la lamproie de Planer. Toujours dans la zone des marais, on note la présence de la lotte de rivière (figurant dans le livre rouge de la faune menacée en France), de la loche franche, de la vandoise, du vairon, de l'ablette.

### Les oiseaux
Plus de cent espèces d'oiseaux fréquentent les berges de la Vesle, ce qui est un chiffre considérable.
Parmi eux citons le grèbe castagneux, le canard colvert, la rousserolle verderolle et la rousserolle effarvatte, le héron cendré, le martin-pêcheur, le rossignol philomèle, la cigogne noire, le cincle plongeur, le hibou des marais, le busard Saint-Martin, le busard des roseaux et le busard cendré. Certaines de ces espèces, présentes en divers endroits du secteur de la rivière situé en amont de Reims, témoignent d'une fort bonne qualité de l'eau en amont de la grande ville. Le cincle plongeur par exemple est extrêmement exigeant quant à cette qualité.
On trouve également la bergeronnette grise et la bergeronnette printanière, le chardonneret élégant, le tarin des aulnes, la mésange charbonnière, la mésange bleue, la mésange à longue queue, la mésange nonnette et la mésange boréale, la grive litorne, la grive draine et la grive mauvis, le pinson du nord, le pic épeiche, le pic noir, le pic épeichette, le bouvreuil pivoine, la sittelle torchepot, le pouillot fitis et le pouillot véloce, la pie-grièche, la poule d'eau, le rouge-queue noir, la tourterelle des bois et la tourterelle turque, le grimpereau des jardins, le roitelet triple-bandeau, le geai des chênes, le choucas des tours, le troglodyte mignon, le chevalier guignette et le chevalier gambette, le coucou gris, la fauvette à tête noire, l'hypolaïs polyglotte, le tarier pâtre, le bruant des roseaux, le bruant proyer et le bruant jaune, la locustelle tachetée, la perdrix grise, l'alouette des champs, la linotte mélodieuse, le verdier, la caille des blés, la mouette rieuse, l'accenteur mouchet, le gobe-mouche gris, le corbeau freux, le serin cini, le faisan, le moineau friquet, le loriot, la buse variable, le faucon crécerelle, l'épervier d'Europe, l'autour des palombes.
Outre ceux-ci, on peut observer à certains endroits, comme à Sept-Saulx, le pinson des arbres, le chardonneret élégant et le bouvreuil pivoine. Localement également on constate la présence de la bouscarle de Cetti, de la locustelle luscinioïde, de l'hirondelle de rivage, du traquet motteux, du tarier des prés, du phragmite des joncs et du cochevis huppé.

### Autres vertébrés

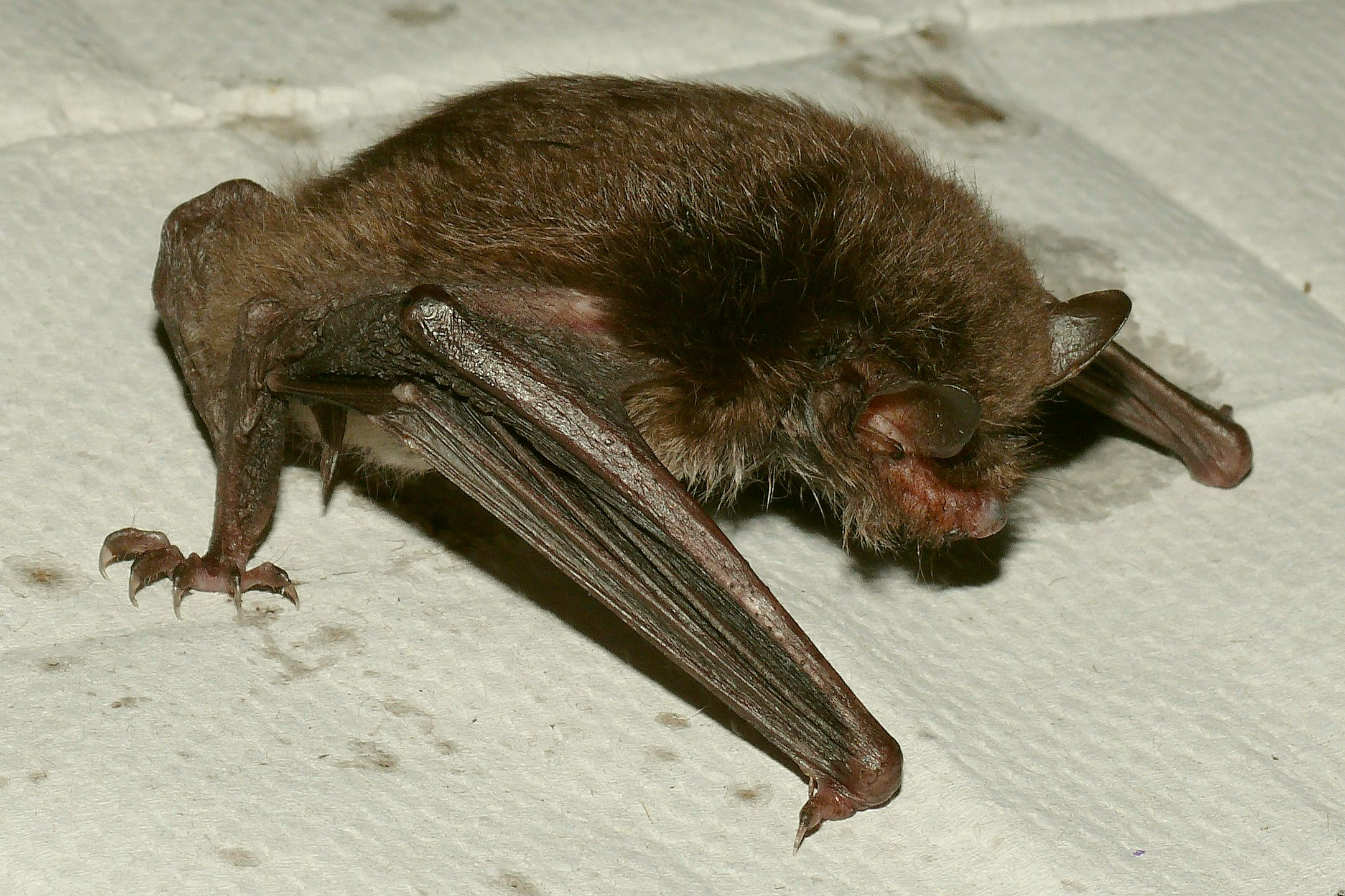
Un vespertilion de Daubenton mâle.

On compte neuf espèces d'amphibiens et trois espèces de reptiles, sur les berges de la Vesle, dont la couleuvre à collier, le lézard vivipare, la grenouille verte, le triton crêté, le crapaud accoucheur, la rainette verte et le triton alpestre. Ces quatre dernières espèces sont protégées en France depuis 1993, inscrites à l'annexe II de la convention de Berne, à l'annexe IV de la directive habitats (et à l'annexe II pour le triton crêté). Ils figurent dans le livre rouge de la faune menacée en France.
Enfin on dénombre trente espèces de mammifères aux abords de la rivière (dont sept protégées). 
Dans la ZNIEFF des marais de la Vesle tant en amont qu'en aval de Reims, cinq espèces de chauves-souris ont été recensées : l'oreillard gris, la pipistrelle commune, le vespertilion de Daubenton, le vespertilion à moustaches et le vespertilion de Natterer. Elles sont toutes protégées en France et, à part la pipistrelle, inscrites sur la liste rouge des mammifères de Champagne-Ardenne. C'est aussi le cas d'un insectivore, la musaraigne aquatique européenne, également présente.
Le ragondin et le rat musqué fréquentent également les berges.

## Patrimoine - Curiosités - Tourisme
La vallée de la Vesle possède un patrimoine, tant naturel qu'architectural et culturel, tout à fait remarquable. En son centre, la ville de Reims attire d'innombrables touristes français et étrangers venus admirer un patrimoine de grande renommée internationale. Mais, hors de Reims,  l'ensemble des communes qui longent la rivière recèlent elles aussi un patrimoine et des sites charmants souvent méconnus.

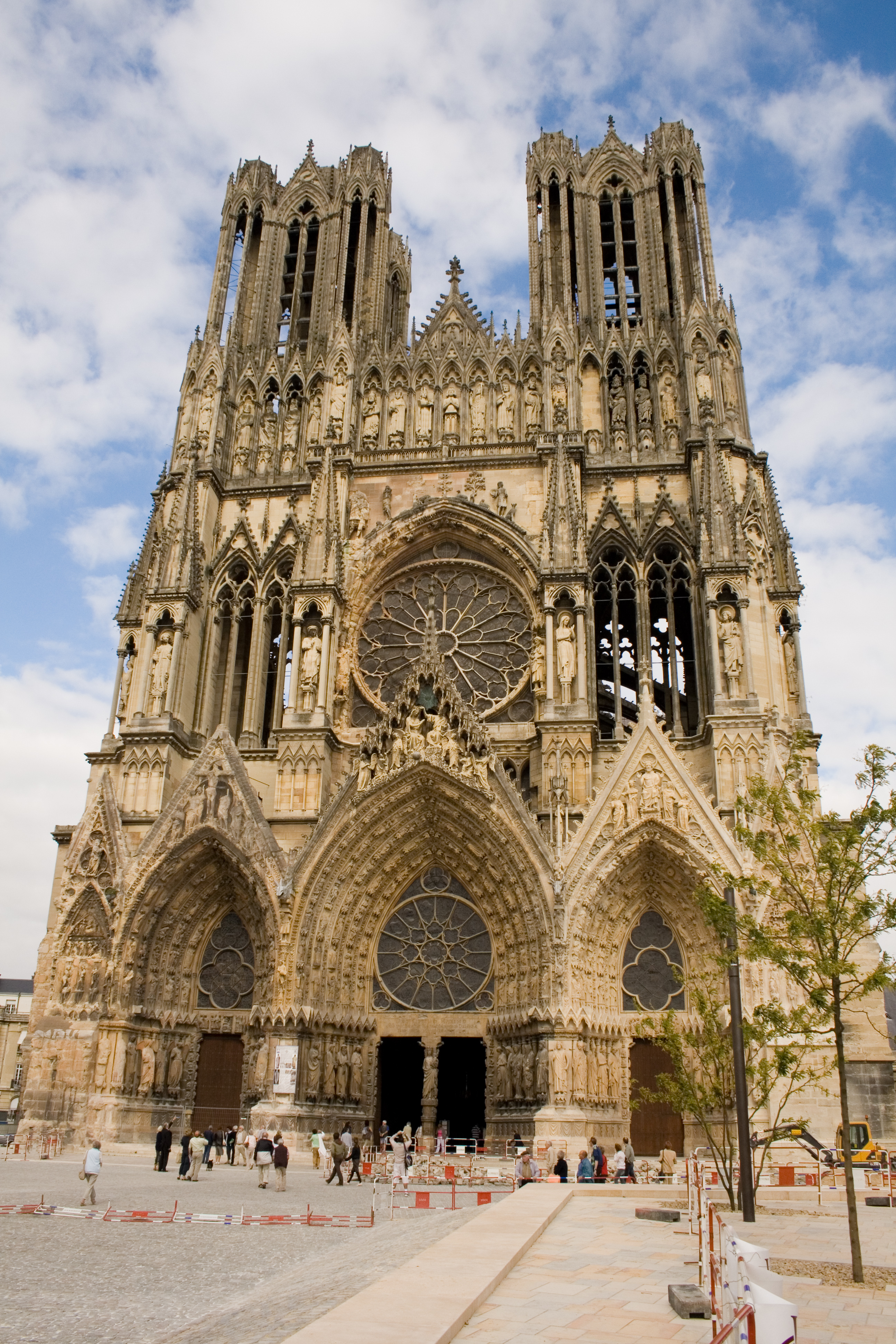
La cathédrale Notre-Dame de Reims est un chef-d'œuvre majeur de l'architecture gothique. Elle a reçu un million et demi de visiteurs en 2006.

- Courtisols : possède trois anciennes églises fort intéressantes : Saint-Martin des XIIe, XIIIe et XVIe siècles (inscrit Monument Historique), statues du XVIe et du XVIIe, Christ aux liens du XVe siècle. Église Saint-Julien des XIIe et XVe siècles, avec tour carrée. Église Saint-Memmès des XIIe et XIIIe siècles (inscrit Monument Historique). Parc Massez (Site Classé). Forêt. Pêche, chasse. Terrain de golf.
- L'Épine : lieu d'un très ancien pèlerinage : basilique gothique Notre-Dame du XVe siècle, de la taille d'une cathédrale (Monument Historique - Patrimoine Mondial), jubé de la fin du XVe avec poutre de gloire, Mise au Tombeau du XVIe, nombreuses statues des XVe et XVIe siècles.
- Saint-Étienne-au-Temple : Église du XIIIe siècle, avec mobilier du XVIIIe. Dampierre-au-Temple : Église des XIIe et XVIIIe siècles. Saint-Hilaire-au-Temple : Église des XVIIe et XVIIIe siècles.
- Vadenay : Nécropole hallstattienne. Sépulture de la civilisation de la Tène. Site gallo-romain.
- Bouy : Église des XIIe, XVIe et XVIIIe siècles, avec Vierge à l'Enfant du XIVe.
- Livry-Louvercy : Établissement gallo-romain, vestiges. Église de Livry des XIIe et XIXe siècles. Église de Louvercy des XIIIe et XIXe siècles.
- Sept-Saulx : Église du XIIIe siècle (Monument Historique), abside à 7 pans. Port sur le canal de l'Aisne à la Marne.
- Val-de-Vesle : Église romane de Courmelois des XIIe et XIIIe siècles (Monument Historique), abside à 7 pans, belles statues de saints (XVe siècle).
- Beaumont-sur-Vesle : Cimetière gallo-romain. Port sur le canal. Vigne et vin appellation Champagne.
- Verzenay : Église du XVIIIe siècle avec pietà du XVe. Moulin à vent (Site classé). Phare du XIXe devenu musée de la Vigne. Vignes et Vins de Champagne - Premier Grand Cru. Parc naturel régional de la Montagne de Reims.
- Sillery : Église du XXe siècle avec pietà du XVIIe. Vignes. Port sur le canal, canoë-kayak, MJC.
- Puisieulx : Église romane des XIe et XIIe siècles (Monument Historique) avec tour carrée, vantaux du portail du XVe. Musée du fort de la Pompelle de la Première Guerre mondiale (Monument Historique). Vignes et vins de Champagne.
- Reims : la superbe cathédrale Notre-Dame, la basilique Saint-Remi et le palais du Tau, sont tous trois inscrits sur la liste du Patrimoine mondial de l'Unesco. Mais la capitale du Champagne possède une belle série d'autres monuments historiques et bien d'autres attraits. Ville fleurie « quatre fleurs ».

- Fismes : Église Saint-Gilles (Monument Historique), chœur et transept du XIIe siècle. Vestiges des remparts, certains du IXe siècle. Château de Villette. Vigne. Source des Grands Bois. Camping.
- Braine : Église abbatiale Saint-Yved, chef-d'œuvre gothique du XIIIe siècle (Monument Historique), portail sculpté polychrome du XIIIe siècle retraçant la vie de la Vierge, trois statues peintes du XVIIe, vitraux. Vieilles maisons pittoresques. Hôtel de ville du XVIIIe. Château de la Roche. Caves voûtées d'ogives du château du Bas (inscrit Monument Historique). Écuries du Haras du XVIIIe. Bois, étangs, grottes.